# Zwaardstaarten
Zwaardstaarten of degenkrabachtigen (Xiphosura) zijn een orde van geleedpotige dieren die nauw verwant zijn aan de arachniden (spinachtigen). Ze worden tegenwoordig vertegenwoordigd door slechts één familie bestaande uit vier soorten, maar kennen een rijke evolutionaire geschiedenis. Alle soorten worden degenkrabben (Limulidae) genoemd en leven al honderden miljoenen jaar in zee. Ze zijn in die tijd nauwelijks geëvolueerd, en worden daarom beschouwd als levende fossielen.

## Kenmerken
Zwaardstaarten kunnen meer dan een halve meter groot worden wanneer ze volgroeid zijn. Het lichaam is te verdelen in een prosoma (voorlichaam) en een opisthosoma of abdomen (achterlichaam). Het prosoma wordt dorsaal bedekt met een schild: een grote, hoefijzervormige plaat waaraan de groep te herkennen is. Tegen het midden van het dorsale schild ligt een verhoogd gebied dat de hartkwab wordt genoemd. De hartkwab draagt twee kleine ogen, de ocelli. Aan de achterzijde van het lichaam bevindt zich een lange, scherpe stekel.

## Fylogenie
De fylogenetische relaties van zwaardstaarten en hun plaats in de geleedpotigen zijn nog niet geheel ontrafeld. Traditioneel werden de zwaardstaarten samen met de uitgestorven zeeschorpioenen in de klasse Merostomata geplaatst. De evolutionaire positie van zeeschorpioenen is nog niet opgehelderd, dus het is mogelijk dat Merostomata een parafyletische groep is.
Sinds 2012 worden de zeeschorpioenen samen met de Arachnida (spinachtigen) ingedeeld in een eigen taxon en daarom is Merostomata een synoniem geworden van zwaardstaarten (Xiphosura). Een recenter onderzoek plaatst de zwaardstaarten zelfs binnen de spinachtigen als de zustergroep van Ricinuleïden.
De groep zwaardstaarten werd vroeger vaak opgesplitst in twee hoofdorden: de primitieve Synziphosurina en de meer ontwikkelde Xiphosurida. Deze laatste groep kan verder worden onderverdeeld in Bellinuridae en Limulidae. Bellinuriden zijn een uitgestorven groep zwaardstaarten die teruggevonden zijn in de steenkoolrijke sedimenten van het Carboon (360–259 Ma), zoals Euproops. Ze worden gekenmerkt door een duidelijke segmentatie van het opisthosoma, wat versmolten is in moderne degenkrabben. Limuliden hebben een modernere morfologie, met minder tekenen van externe segmentatie. Hun bloeiperiode viel voornamelijk in het Mesozoïcum (251–65 Ma).

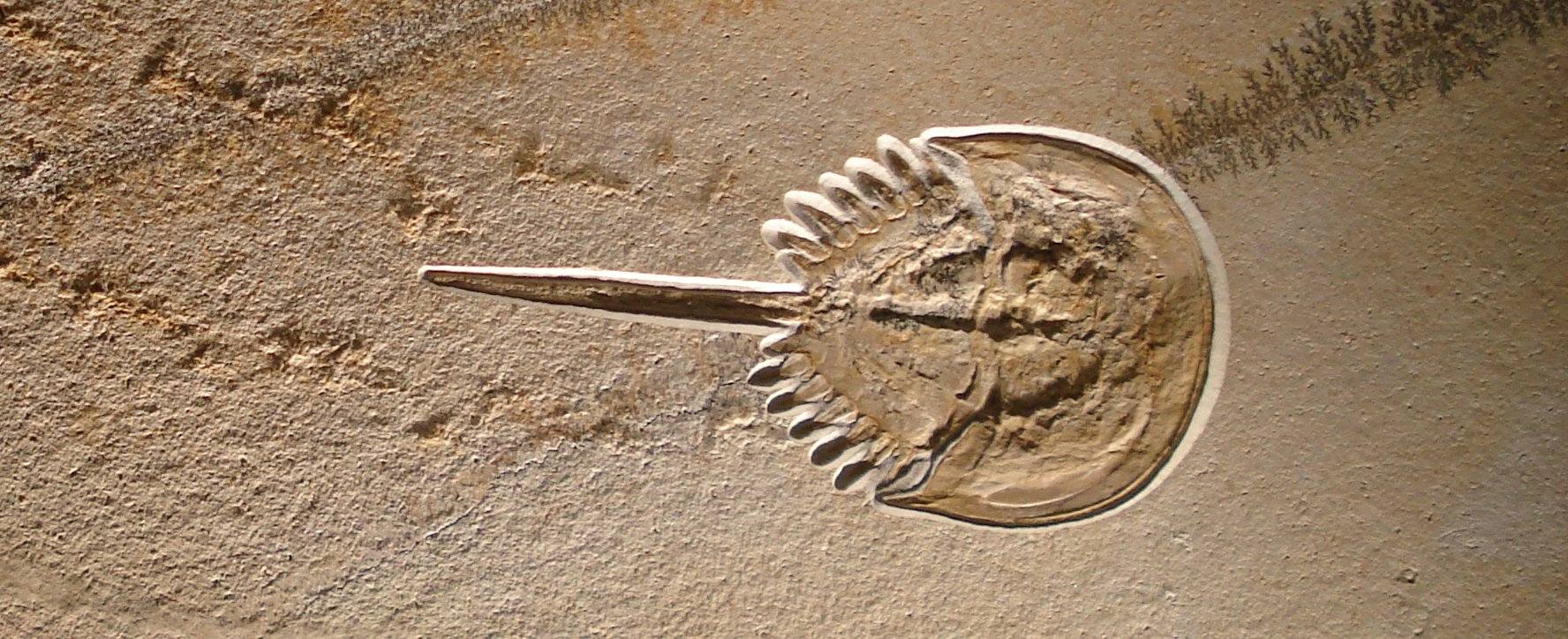
Deze fossiele degenkrab behoort tot het geslacht Mesolimulus en leefde in het Laat-Jura ongeveer 150 miljoen jaar geleden.

## Verspreiding
Er zijn heden ten dage vier soorten zwaardstaarten die nog niet zijn uitgestorven. De bekende Limulus polyphemus komt voor langs de Atlantische kust van Noord-Amerika; Tachypleus tridentatus in het zuiden van Japan; en Trachypleus gigas en Carcinoscorpius rotundicauda rond de eilanden van Zuidoost-Azië. Alle levende soorten worden ondergebracht in de familie Limulidae.